# Contea di Wellington (Victoria)
La contea di Wellington è una Local Government Area che si trova nello Stato di Victoria. Essa si estende su una superficie di 10.989 chilometri quadrati e ha una popolazione di 41.440 abitanti. La sede del consiglio si trova a Sale.